# Повелители Салема
«Повелители Салема» (англ. The Lords of Salem) —  мистический  триллер Роба Зомби, в котором рассказывается о городе Салем, штат Массачусетс, который посещает шабаш древних ведьм. Съёмки начались 17 октября 2011 года. 10 сентября 2012 года фильм был впервые показан на кинофестивале, а 18 апреля фильм вышел в широкий прокат.

## Сюжет
Местный диджей Хайди Хоторн проигрывает проклятые записи и невольно развязывает шабаш 300-летних ведьм, которые были тайно заключены в тюрьму и которых пытали во время Судебного процесса над салемскими ведьмами.

## В ролях
- Шери Мун Зомби — Хайди Хоторн
- Ричард Линч — преподобный Джон Хоторн
- Брюс Дэвисон — Фрэнсис Маттиас
- Мег Фостер — Маргарет Морган
- Эрнест Ли Томас — Чип «Фрикшоу» Макдоналд
- Джефф Даниэль Филлипс — Герман «Уайти» Сальвадор
- Кен Фори — Герман Джексон
- Торстен Фогес — граф Горганн
- Ди Уоллес — Сонни
- Билли Драго — судья Сэмюэль Мазер
- Лиза Мэри — Присцилла Рид
- Мария Кончита Алонсо — Алиса Маттиас
- Барбара Крэмптон — Вирджиния Кэйбл
- Кристофер Найт — Кит «Омар Джо» Уильямс
- Майкл Берриман — Вергилий Магнус
- Сид Хэйг — Дин Магнус
- Джуди Гисон — Лейси Дойл
- Патриция Куинн — Меган
- Дэниел Робук — монстр Франкенштейна
- Камилла Китон — Дорис фон Фукс
- Удо Кир — Мэтью Хопкинс
- Клинт Ховард — Карло Караваджо

## Производство
После ремейка «Хэллоуина» и его продолжения, Роб Зомби заявил, что хочет попробовать что-то новое и оригинальное. Также фактом в решении Зомби было то, что ему предложили полную свободу творчества для проекта и то, чего у него не было ни для одной из своих картин Хэллоуин.